# Заокское
Заокское — село в Рязанском районе Рязанской области России. Административный центр Заокского сельского поселения. Малая родина Героя Советского Союза В. Е. Крючкова. Находится на левобережье р. Ока (приток Волги).

## География
Село Заокское расположено на левом берегу Оки к северу от Рязани.
Рядом с селом находятся озёра-старицы Тишь, Старая Тишь, Жидень, Короткая Отока, Велье.

## История
Село Заокское под названием Рыкова Слобода впервые упоминается в 1628 г. Уже в 1678 г. в Рыковой Слободе была Покровская церковь, имеющая 50 приходских дворов.
В 1905 году село относилось к Солотчинской волости Рязанского уезда и имело 307 дворов при численности населения 2037 чел.
В конце 30-х годов XX в. жители Рыковой Слободы решили изменить её название, напоминающее фамилию врага народа, на Заокское, в соответствии с её географическим положением относительно Рязани.

## Население
| 1859 | 1897  | 1906  | 2010  |
| ---- | ----- | ----- | ----- |
| 1108 | ↗1783 | ↗2037 | ↘1109 |

## Известные уроженцы
- Крючков, Василий Егорович (1921—1985) — военный лётчик, Герой Советского Союза.
- Петров Иван Петрович (1926—2012) — театральный режиссёр, Народный артист России.

## Инфраструктура
В селе Заокское имеется одноимённое сельское отделение почтовой связи (индекс 390536).

## Транспорт
Село имеет регулярное автобусное сообщение с областным центром.
Во время весенних паводков автомобильная дорога, связывающая село с Рязанью, оказывается подтопленной, и для сообщения жителей села с областным центром используется водный транспорт.